# Gibboner
Gibboner (Hylobatinae) er en underfamilie af menneskeaber, der kun indeholder en slægt, Hylobates. Der findes ca. 14 arter med adskillige underarter. Gibboner lever i Sydøstasiens regnskove. Aberne bliver 50-90 cm og vejer 5,5-8 kg. Der findes grå, cremefarvede, røde, brune og sorte gibboner.

## Klassifikation
- Familie Gibboner Hylobatidae
  - Slægt Hylobates
    - Art Hulock Hylobates hoolock
    - Art Hvidhåndet gibbon Hylobates lar
    - Art Hvidkindet gibbon Hylobates leucogenys
    - Art Kloss' gibbon Hylobates klossii
    - Art Siamang Hylobates syndactylus
    - Art Sort gibbon Hylobates concolor
    - Art Sølvgibbon Hylobates moloch